# Urgehal
Urgehal est un groupe de black metal norvégien, originaire de Hønefoss. En 2012, le chanteur, guitariste et fondateur du groupe, Trondr Nefas, meurt.

## Biographie

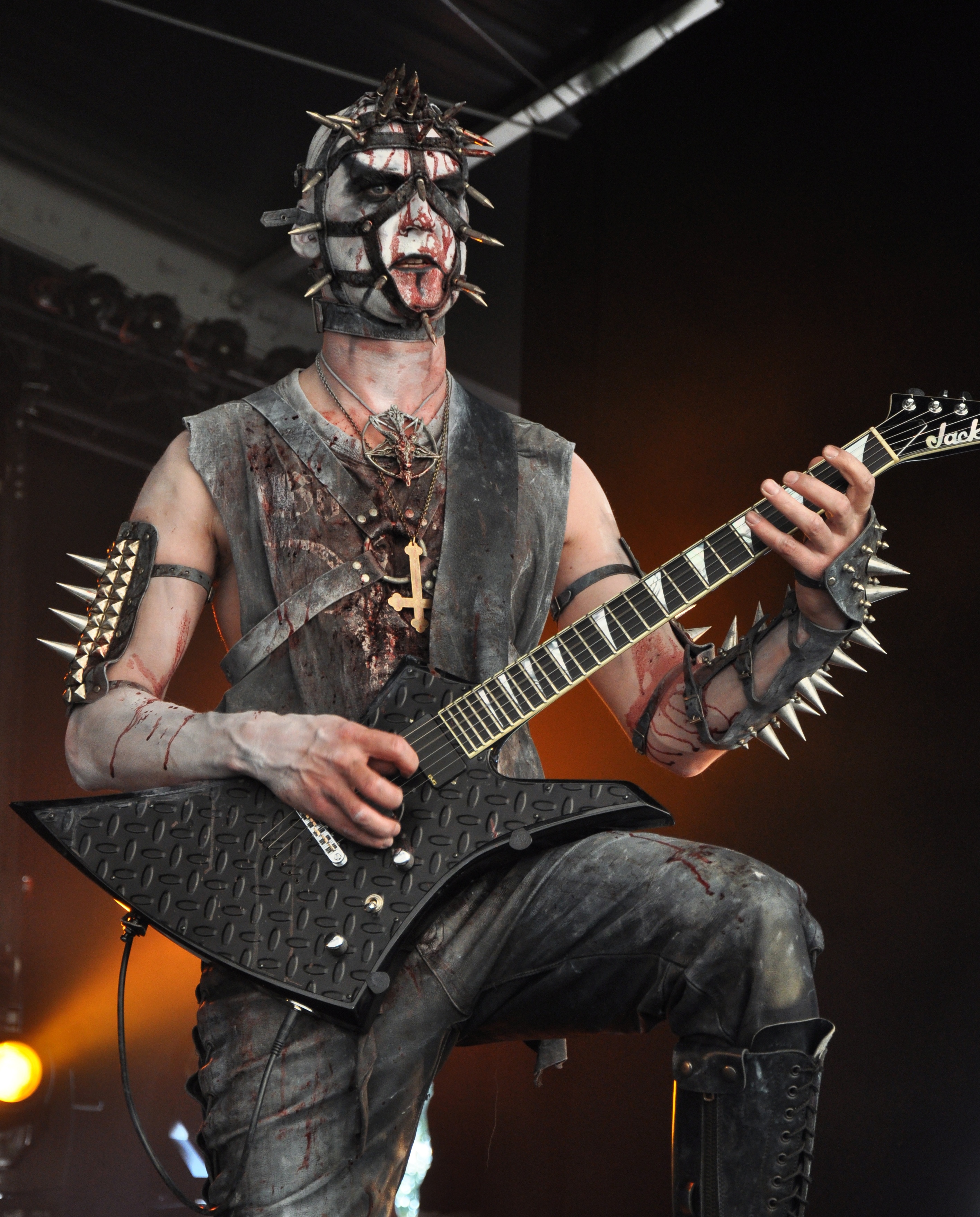
Enzifer, guitariste d'Urgehal, au Metal Mean Festival, en août 2011.

À ses débuts en 1992, Urgehal était formé de Trondr Nefas, pseudonyme de Trond Bråthen, au chant et à la guitare, de Enzifer aussi connu sous le pseudonyme de M.. Triggerhappy Lepermessiah à la guitare et à la batterie, de Chiron aussi connu sous le pseudonyme de Ulv à la basse et d'Aradia au clavier. Ce dernier quitte le groupe en 1995 suivi deux ans plus tard par Chiron. Uruz, pseudonyme de Jarle Byberg, rejoint le groupe en 1998 pour jouer la batterie ce qui permet à Enzifer de se concentrer uniquement à la guitare. Uruz quitte le groupe en 2008. De plus, Shregoth, pseudonyme de Tomas Torgersbråten, fait partie du groupe de 2003 à 2006 à la basse. Il est remplacé par Mannevond, pseudonyme de Lloyd Hektoen, en 2007 en tant que bassiste de la formation. Renton, pseudonyme de Eirik Renton, est un membre de session de 2008 à 2010 à la batterie. Uruz rejoint le groupe à nouveau en 2010.
En 2007, le groupe célèbre ses 15 années d'existence avec la sortie de l'album The Eternal Eclipse - 15 Years of Satanic Black Metal. En octobre 2009, le groupe révèle la liste des chansons de son nouvel album Ikonoklast. Celui-ci est publié en novembre 2009 en Europe, et en janvier 2010 aux États-Unis,. Il est suivi par un EP intitulé Death Is Complete.
En mai 2012, le chanteur, guitariste et fondateur du groupe, Trondr Nefas, meurt à l'âge de 35 ans,,. À cette période, les membres restants du groupe annoncent un nouvel album en hommage à Nefas. Cet album-hommage, Aeons In Sodom, est finalement publié en janvier 2016,.

## Style musical
Le style musical du groupe s'inspire clairement de la scène black metal norvégienne du début des années 1990. Enzifer, lui, explique que le groupe est inspiré par Darkthrone. Les autres influences incluent : « old-school heavy, thrash, speed, death et black metal [...] et l'ancienne scène du metal extrême sud-américaine. » Sur scène, Urgehal porte l'attirail traditionnel black metal, incluant notamment corpse paint. Enzifer porte un masque avec des pointes qui en ressortent qui représentent, selon ses dires, ses démons intérieurs. Urgehal se définit comme groupe « satanique » expliquant utiliser « Satan comme expression biblique et métaphorique pour parler de ce qui hante l'Homme. » Leur nom de groupe est une « expression dans la mythologique nordique ancienne » qui décrit « une sombre et interminable forêt où errent tous les démons. »

## Membres

### Membres actuels
- Enzifer – batterie (1992-1997), guitare (depuis 1992)[1]
- Uruz – batterie (1998-2008, depuis 2011)[1]

### Anciens membres
- Chiron – basse (1992-1997)[1]
- Aradia – clavier (1992-1995)[1]
- Trondr Nefas – chant, guitare (1992-2012)[1]
- Shregoth – basse (2003-2006)[1]
- Mannevond – basse (2007-?)[1]
- Renton – batterie (2008-2010)[1]

## Discographie

### Albums studio
- 1997 : Arma Christi
- 1998 : Massive Terrestrial Strike
- 2001 : Atomkinder
- 2003 : Through Thick Fog till Death
- 2006 : Goatcraft Torment
- 2009 : Ikonoklast
- 2016 : Aeons In Sodom

### Splits
- 2006 : A Norwegian Hail To VON (reprises des morceaux de VON) (avec Norwegian Evil, Amok et Taake)
- 2007 : Satanisk Norsk Black Metal (avec Beastcraft)
- 2012 : Maatte Blodet Flomme  (avec Sarkom)

### Démos et EP
- 1994 : Ferd (démo)
- 1995 : Rise of the Monument (démo)
- 2005 : Demonrape (EP)
- 2009 : Rise Of The Monument (démo)
- 2011 : Death is Complete (EP)

### Compilation
- 2007 : The Eternal Eclipse - 15 Years of Satanic Black Metal